# Melanodolius niger
Melanodolius niger är en stekelart som först beskrevs av Günther Enderlein 1904.  Melanodolius niger ingår i släktet Melanodolius och familjen brokparasitsteklar. Inga underarter finns listade i Catalogue of Life.